# Stefania Turkewich
Stefania Turkewich, ukránul Sztefanyija Ivanyivna Turkevics (1898. április 25., Lviv, Ausztria-Magyarország – 1977. április 8., Cambridge, Egyesült Királyság) ukrán zeneszerző, zongorista és zenetudós, Ukrajna első női zeneszerzője. Munkáit a szovjet időszakban betiltották.

## Életrajza

### Gyermekkora
Sztefanyija nagyapja (Lev Turkevics) és apja (Ivan Turkevics) papok voltak. Édesanyja, Szofija Kormosiv zongorista volt, aki Karol Mikulinál és Vilém Kurznál tanult, valamint a fiatal Szolomija Kruselnicka kíséretében lépett fel. Sztefanyija zongorán, hárfán és harmóniumon játszott.
Később a zeneszerző így emlékezett gyermekkorára és a zene iránti szeretetére:

„Mindennek középpontjában anyám volt, aki csodálatosan zongorázott. Gyerekként nagyon szerettem hallgatni a játékát. Aztán egy otthoni szalonzenekart indítottunk. Így játszottunk: apám nagybőgőn, anyám zongorán, Lonyo csellón, én a harmóniumon, Marijka és Zenko hegedűn. Apa családi kórust is elindított. Ezek voltak az első lépések a zene világába. Apám soha nem sajnálta a pénzt a zenei képzésünkre.”

### Tanulmányai

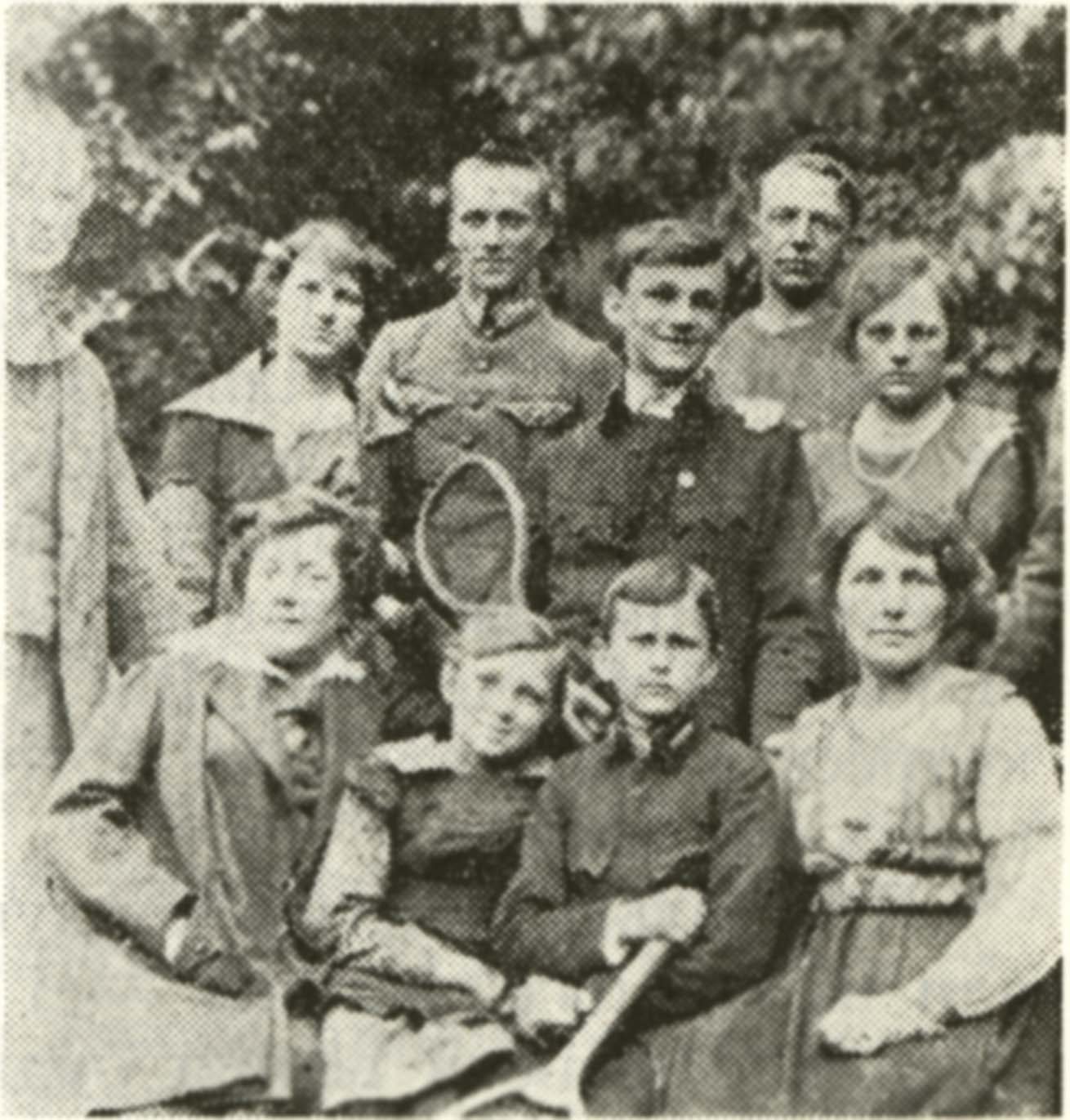
Középső sor balról jobbra: Irena lánytestvér, Lev testvér (ütővel), Sztefanyija, 1915 körül

Zenei tanulmányait Vaszil Barvinszkijnél kezdte. 1914 és 1916 között Bécsben Vilém Kurznál tanult zongorázni. Az első világháború után Adolf Hibinszkijnél folytatta tanulmányait a Lvivi Egyetemen, mellette látogatta a Lvivi Konzervatórium zeneelméleti előadásait is.
1919-ben szerezte első zenei darabját, a Liturgiát, amelyet többször előadtak a lvivi Szent György-székesegyházban.
1921-ben a Bécsi Egyetemen Guido Adlernél, a Bécsi Zenei és Előadóművészeti Egyetemen Joseph Marxnál tanult, utóbbi helyen 1923-ban tanári diplomát szerzett.
1925-ben házasságot kötött Robert Liszovszkijjal, majd Berlinbe utaztak, ahol 1927–1930 között éltek. Ebben az időben Arnold Schönbergnél és Franz Schrekernél tanult. 1927-ben, még Lvivben megszületett lánya, Zoja.
1930-ban Prágába utazott, ahol a a Károly Egyetemen Zdeněk Nejedlýnél, míg a a Prágai Konzervatóriumban Otakar Šínnél tanult. Emellett a zeneművészeti akadémián zeneszerzést is tanult Vítězslav Nováknál. 1933 őszétől zongorázást tanított és Prágai Konzervatóriumban zongorakísérőként dolgozott. 1934-ben védte meg doktori disszertációját, amelynek témája az ukrán folklór az orosz operákban volt.  1934-ben zenetudományi doktori fokozatot kapott a prágai Ukrán Szabadegyetemen, ezzel ő lett az első nő az akkor lengyel fennhatóság alatt áll Galíciában, aki doktori fokozatot szerzett.
Visszatérve Lvivbe, 1934-től a második világháború kezdetéig zeneelmélet- és zongoratanárként dolgozott a Lvivi Konzervatóriumban, tagja lett az Ukrán Professzionális Zenészek Szövetségének. 1937-ben másodszor is megházasodott. Második férje Narciz Lukjanovics orvos és pszichiáter volt, aki írással is foglalkozott.

### Második világháború
1939 őszén a Molotov–Ribbentrop-paktum következtében Nyugat-Ukrajna szovjet megszállás alá került. Ezután Sztefanyija oktatóként és koncertmesterként dolgozott a Lvivi Operaházban, majd 1940–1941 között a Lvivi Konzervatórium docense volt. A konzervatórium bezárása és a német megszállás után az Állami Zeneiskolában folytatta a tanítást. 1944 tavaszán családjával Bécsbe költözött. A szovjetek elől menekülve 1946-ban Ausztria déli részére költöztek, majd onnan Olaszországba, mentek, ahol a férje orvosként dolgozott a brit katonai parancsnokságon.

### Angliai időszak
1946 őszén férjével együtt az Egyesült Királyságba költöztek. 1947-től 1951-ig Brightonban, 1951–1952-ben Londonban, 1952), 1952–1962 között Barrow Gurney-ben, Bristol közelében, 1962-től 1973-ig az észak-írországi  Belfastban, 1973-tól haláláig Cambridge-ben élt.
Az 1940-es évek végén visszatért az alkotó munkához, ettől az időtől kezdve írta művei nagy részét. Rendszeresen adott zongorakoncerteket, 1957-ben például egy koncertsorozatot adott az angliai ukrán közösségeknek, 1959-ben pedig zongorahangversenyt adott Bristolban. Tagja volt a Női Zeneszerzők és Zenészek Brit Társaságának, amely 1972-ig működött.
Az Okszana szive című operáját – amely egy lány történetét meséli el mitológiai alakokkal egy elvarázsolt erdőben, miközben elveszett testvéreit keresi – 1970-ben a kanadai Winnipegben, a Centennial Concert Hallban mutatták be húga, Irena Turkevycz-Martynec művészi irányítása alatt.
1977. április 8-án hunyt el az angliai Cambridge-ben.

## Szerzeményei

### Szimfonikus művek
- 1. szimfónia (1. Симфонія) – 1937
- 2. Симфонія nem. 2. a) - 1. szimfónia 2 (a) - 1952 2. Симфонія nem. 2 (b) (2-гий варіант) - 1. szimfónia 2 (b) (2. verzió)
- 3. Симфонієта - Symphoniette – 1956
- Három szimfonikus vázlat (Три Симфонічні Ескізи) – 1975
- La Vita szimfonikus vers (Симфонічна поема «La Vitа»)
- Space Symphony – 1972
- Суіта для подвійного струнного оркестру - Lakosztály kettős vonós zenekar számára
- Fantasy a kettős vonós zenekar számára

### Balettek
- Руки - A lány elszáradt kezekkel – Bristol, 1957
- Перли - A nyaklánc
- Весна (Дитячий балет) - Tavasz - (Gyerek balett) 1934–35
- Мавка (a) - Mavka – 'The Forest nimfa' – 1964-7 – Belfast
- Мавка (b) - Mavka – 'The Forest nimfa' – 1964-7 – Belfast
- Страхопуд - Madárijesztő – 1976

### Operák
- Мавка - Mavka - (befejezetlen) a Leszja Ukrainka erdei dala alapján
- «Цар Ох» або Серце Оксани – Okh cár vagy Oksana szíve – 1960
- «Куць» - A fiatal ördög
- «Яринний городчик» - növényi telek (1969)

### Kórusművek
- 1919. évi
- Zsoltárok Septickijhez (Псалом Шептицькому)
- До Бою
- Триптих
- Колискова (А-а, котика нема) 1946

### Hangszeres művek
- szeptember 1935 - szonáta hegedűre és zongorára
- (a) 1960–1706-os évek - Vonósnégyes
- (b) Cтрунний квартет 1960–1970 - Vonósnégyes
- Тріо для скрипки, альта і віолончела 1960–1970 - Trió hegedűre, brácsára és csellóra
- Квінтет для двох скрипок, альта, віолончела фортепіано 1960–1970 - Zongorakvintett
- Тріо для флейти, кларнету, фагота 1972 - Vonóstrió

### Zongoraművek
- Варіації на Українську тему 1932 - Variációk egy ukrán témára
- Фантазія: Суїта фортепянна на Українські теми - Fantázia: Lakosztály zongorára ukrán témákra 1940
- Імпромпту - Impromptu 1962
- Гротеск - Groteszk 1964
- Гірська сюїта - Mountain Suite 1966–1968
- Цикл п'єс для дітей - Darabciklus gyerekeknek 1936–1946
- Українські коляди та щедрівки - Ukrán énekek
- Вістку голосить - Jó üzenetek
- Karácsony a Harlequinnel, 1971

### Egyéb
- I. Серце - Szív - Egyéni hang zenekarral
- II. Лорелеї - Lorelei - Narrátor, harmonikus és zongora 1919 - Leszja Ukrainka szavai
- III. Március - 1912. május
- IV. Тема народної пісні - Népdal témák
- V. На Майдані - Függetlenség tér – Zongoradarab
- Vi. Не піду до леса з конечкамі - Лемківська пісня – Lemky dal énekhangra és vonósokra

## Művészi öröksége
Kompozíciói modernek, de emlékeztetnek az ukrán népdalokra, amikor nem expresszionista. Az 1970-es években folytatta a zeneszerzést.

## Fordítás
Ez a szócikk részben vagy egészben  a   Stefania Turkewich című angol Wikipédia-szócikk ezen változatának fordításán alapul.  Az eredeti cikk szerkesztőit annak laptörténete sorolja fel. Ez a jelzés csupán a megfogalmazás eredetét és a szerzői jogokat jelzi, nem szolgál a cikkben szereplő információk forrásmegjelöléseként.